# Караваев, Эдуард Фёдорович
Эдуа́рд Фёдорович Карава́ев (28 марта 1939, Ленинград — 25 октября 2024, Санкт-Петербург) — советский и российский логик и философ, специалист в области неклассической логики. Доктор философских наук, профессор.

## Биография
Родился 28 марта 1939 года в Ленинграде. Отец — рабочий-электрик, погиб на фронте в 1942 году, мать — разнорабочая, умерла в 1995 году.
Учился в средней школе № 155, в 1956 году поступил в Ленинградский институт авиационного приборостроения, который окончил в 1962 году с отличием по специальности «Авиационное приборостроение». После окончания института с 1962 по 1967 год работал проектировщиком счётно-решающих устройств и автоматов, участвовал в разработке первого отечественного ряда совместимых вычислительных машин ЕС ЭВМ. Параллельно в 1963—1965 годах учился на математико-механическом факультете Ленинградского государственного университета, в 1965 году — на математико-механическом факультете Киевского университета, а также стажировался в Институте кибернетики АН УССР у В. М. Глушкова. С 1967 года работал преподавателем философии и логики в Ленинградском институте авиационного приборостроения. С 1969 года учился в аспирантуре философского факультета Ленинградского университета, в 1972 защитил диссертацию на тему «Временная логика. Формирование основных идей и современное состояние» по специальности «Логика», научный руководитель — И. Н. Бродский. С 1978 года являлся доцентом по кафедре, а с 1980 по 1981 год — заведующим кафедрой философии Ленинградского института авиационного приборостроения. При нём на кафедре стали активно проводиться дискуссионные междисциплинарные встречи с участием учёных, занимающихся вопросами физики и техники, в числе которых был выдающийся отечественный астрофизик Н. А. Козырев. С 1985 по 1991 год заведовал кафедрой философии в Ленинградском электротехническом институте связи. В 1988 году защитил докторскую диссертацию «Философские проблемы временной логики», научный консультант — И. Н. Бродский. С 1989 года работает в должности профессора по кафедре философии. С 1991 года по настоящее время работает на философском факультете Санкт-Петербургского государственного университета, на котором работал по совместительству с 1972 года. С 1993 по 2011 год являлся заведующим кафедрой философии науки и техники Санкт-Петербургского государственного университета.
Э. Ф. Караваев сотрудничал с петербургским радио и телевидением. В 1992 году он работал комментатором творческого объединения новостей и публицистики ВГТРК, был членом общественного совета. Умер 25 октября 2024 года.

## Научная деятельность

### Основные научные достижения
Э. Ф. Караваев принадлежит к петербургской (ленинградской) философско-логической школе. Его главные учителя в логике — И. Н. Бродский, Г. С. Булыго, В. М. Глушков, Г. Е. Минц, А. Н. Прайор, Н. А. Шанин, в философии — В. П. Бранский, В. И. Свидерский, В. А. Штофф, В. А. Черненко. Он ведёт исследования в области временно́й и деонтической логики и её применений в философии и методологии научного познания. В работе «Основания временной логики» (1983), являющейся одной из первых отечественных работ по временно́й логике, выдвигается и обосновывается идея о том, что появление временной логики — закономерно и отражает методологические запросы науки и самой логики, связанные с изучением проблемы времени, а также необходимость раскрытия временного аспекта принципа конкретности истины и уточнения временной квалификации логической формы мысли. При этом идеи и методы математического и физического представления времени, а также содержание социально-гуманитарных дисциплин, касающихся восприятия и осмысления времени, внедряются в логический аппарат с сохранением стандартов формализации (корректность, адекватность, полнота и разрешимость исчислений).
Э. Ф. Караваевым предложены аксиоматизация понятия одновременности, основанной на построении отношения временного предшествования из простейшего отношения между элементами древовидной структуры. В результате, построена система временно́й логики, в которой учитывается значительное количество содержательных характеристик времени, а также усовершенствования деонтической логики на основе этой системы. Семантика, основанная на древовидной структуре, позволяет дать более совершенное представление о структуре стратегического управления в области менеджмента. Средствами деонтической логики обоснована принципиальная невозможность избежать моральных дилемм и построить «безупречный» нормативный кодекс в принципе. Также Караваевым предложена временная классификация нормативных высказываний.
В области философии науки, на основе логического анализа моральных дилемм и роли воображения в познании Э. Ф. Караваевым было составлено дополнение концепции «ограниченной рациональности» Г. Саймона; средствами временно́й логики им показана несостоятельность попыток логического обоснования фатализма. Предложено обоснование особого значения временной логики для построения формализованных языков — в частности, в области искусственного интеллекта и в построении языка связи с космическими цивилизациями. Усовершенствован язык Линкос для связи с внеземными цивилизациями.
Также Э. Ф. Караваев выдвинул гипотезу о том, что учёт объективной случайности, «всепроникающей» в мир, можно улучшить, если наряду с теоремой Байеса использовать временну́ю квалификацию разности шансов «в пользу» и «против» данной гипотезы.

### Членство в научных обществах
- Член Санкт-Петербургского Философского общества
- Член Санкт-Петербургского Математического общества
- Член Российского Философского общества
- Член Российской Ассоциации логики

### Членство в оргкомитетах научных конференций
- Оргкомитет «Дней философии в Петербурге»
- Оргкомитет Всероссийских и Международных конференций «Современная логика: проблемы теории и истории»
- Оргкомитет 2-й международной конференции «Искусственный интеллект: философия, методология, инновации» (Санкт-Петербург, 2007)
- Оргкомитет Открытого Российско-Финского коллоквиума по логике (Санкт-Петербург, 2012)
- «Shanin-100», Days of Logic and Computability — IV, (заместитель председателя организационного комитета, 2019)

## Основные работы
Э. Ф. Караваев является автором и соавтором около 300 научных публикаций. Среди них:
- Караваев Э. Ф. Некоторые вопросы развития временной логики // Философские науки. — 1970. — № 1. — С. 90—100.
- Караваев Э. Ф. Логика и фатализм // Вопросы философии. — 1972. — № 11. — С. 91.
- Караваев Э. Ф. Время и логическая форма в античной и средневековой логике // Философские науки. — 1973. — № 6. — С. 67—76.
- Караваев Э. Ф. О введении во временную логику оператора настоящего времени // VII Всесоюзный симпозиум по логике и методологии науки / Отв. ред. М. В. Попович. — Киев: АН СССР, АН УССР, 1976. — С. 109—111.
- Караваев Э. Ф., Федюшин Б. К. Методологические проблемы создания языка для космических сообщений // Труды XIII Чтений К. Э. Циолковского. Секция «К. Э. Циолковский и философские проблемы освоения космоса». — М.: АН СССР, 1979. — С. 70—76.
- Караваев Э. Ф., Герасимова И. А., Тульчинский Г. Л. Интенсиональные логики и логический анализ естественных языков // Философские науки. — 1981. — № 3. — С.146—153.
- Караваев Э. Ф. Основания временной логики. — Л.: Издательство Ленинградского университета, 1983. — 177 с.
- Karavaev E. F. «Logical Basing» Failure of Fatalism. In: Logic, Methodology and Philosophy of Science. (Abstracts.): The VII International Congress. Moscow: Academy of Science of the USSR, 1983. pp. 114–117.
- Karavaev E. F. Tense-logic Semantics and Period Temporal Structures. In: The VIII International Congress of Logic, Methodology and Philosophy of Science. Abstracts. — Vol.5. — Part I. Moscow: Nauka, 1987. — pp. 279–281.
- Караваев Э. Ф. Проблемы семантики временной логики // Логика и теория познания. Межвузовский сборник. — Л.: Ленинградский Университет , 1990. — С. 119—128.
- Караваев Э. Ф. Средства временной логики для представления процесса развития научного знания // Логика и развитие научного знания. Межвузовский сборник. — Санкт-Петербург, 1992. — С. 62—81.
- Караваев Э. Ф. Логика и проблема начала времени // О первоначалах мира в науке и теологии.— СПб: Петрополис, 1993. — С. 58—71.
- Karavaev E. F. Principles and Criteria in Applied Ethics. In: Ethics in Sciences. (Workshop, July 14-19, 1997 at Tuebingen). Abstracts. Tuebingen: Internatoinales Zenttrum, 1997, pp. 30–31.
- Караваев Э. Ф. Роль воображения в историческом познании в свете гипотезы Л. М. Веккера // Философия о предмете и субъекте научного познания. — Санкт-Петербург: Санкт-Петербургское философское общество, 2002. — С. 79-114.
- Символическая логика: учебник / Под. ред. Я. А. Слинина, Э. Ф. Караваева, А. И. Мигунова. — Санкт-Петербург: Изд. СПбГУ, 2005. — 506 с.
- Karavaev E. F. A Deontic Logic with Temporal Qualification // Time and History. Proceedings of the 28. International Ludwig Wittgenstein Symposium. — 2006. — pp. 459–467.
- Karavaev E. F. Social Choice, Values and Science // Wissenschaftliches Symposium der Ruprecht-Karls-Universität St.Petersburg. Herausgegeben von Heiko Hofmeister, Yuri Solonin und Tigran Tumanyan. — 2006. — pp. 203–210.
- Караваев Э. Ф. Средства неклассической логики в формализации процедур планирования деятельности // Вестник Санкт-Петербургского университета. Серия 6. Философия. Культурология. Политология. Право. Международные отношения. — 2008. — № 1. — С. 87—94.
- Караваев Э. Ф. Об усовершенствовании логической модели планирования на основе опытных данных о «парадоксе стратегии» // Вестник Санкт-Петербургского университета. Серия 6. Философия. Культурология. Политология. Право. Международные отношения. — 2009. — № 3. — С. 97—105.
- Karavaev E.F. An Important Methodological Principle of Modern Philosophy of Science: Interdependence of History of Science and Philosophy of Science // Социальные и гуманитарные науки на Дальнем Востоке. — 2009. — № 3 (23). — С. 174—182.
- Karavaev E. F. Some Philosophical and Methodological Considerations for Developing of Virtual Reality // Realite virtuelle dans la science et dans la culture. Материалы коллоквиума. Санкт-Петербургский государственный университет, Философский факультет; Под редакцией О. А. Антоновой, Е. Э. Чеботаревой. — 2010. — С. 82—84.
- Караваев Э. Ф. «Избирательное сродство» теории вероятности и логики // Логика, язык и формальные модели. Сборник статей и тезисов участников Открытого Российско-Финского коллоквиума по логике — ORFIC-2012. Санкт-Петербургский государственный университет. — 2012. — С. 96—104.
- Karavaev E. F. Belief and Knowledge: Kant’s Heritage in Philosophy and Logic // Philosophy, Mathematics, Linguistics: Aspects of Interaction. Труды Международной научной конференции. — 2012. — С. 87—97.
- Всемирнов М. А., Гирш Э. А., Григорьев Д. Ю., Давыдов Г. В., Данцин Е. Я., Заславский И. Д., Караваев Э. Ф., Конев Б. Ю., Косовский Н. К., Лифшиц В. А., Маргенштерн М., Матиясевич Ю. В., Минц Г. Е., Оревков В. П., Плюшкявичус Р., Слисенко А. О., Соловьев С. В., Чернов В. П. Николай Александрович Шанин (Некролог) // Успехи математических наук. — 2013. — Т. 68. — № 4 (412). — С. 173—176.
- Караваев Э. Ф. «Загадка Эль Греко» и философско-методологические вопросы анализа произведений изобразительного искусства // Рубежи памяти: музей и наследие современной культуры. Сб. трудов Международной научной конференции. — Санкт-Петербург, 2015. — С. 43—64.
- Караваев Э. Ф., Никитин В. Е. Топологические и метрические средства учёта случайности в социокультурном анализе технологического развития // Контуры будущего: технологии и инновации в культурном контексте. Коллективная монография по результатам конференции. — 2017. — С. 113—116.
- Караваев Э. Ф., Никитин В. Е. Синергетическая философия истории, случайность, логика, время // Философия и гуманитарные науки в информационном обществе. — 2018. — № 1 (19). — С. 12—32.
- Караваев Э. Ф. Современная символическая логика как фундаментальная основа информационного моделирования (к столетию со дня рождения Николая Александровича Шанина) // Философия и гуманитарные науки в информационном обществе. — 2019. — № 3 (25). — С. 139—160.
- Игнатьев М. Б., Караваев Э. Ф., Орлов С. В. Синергетическая философия истории сегодня // Вопросы философии. — 2019. — № 5. — С. 205—209.
- Караваев Э. Ф., Коломийцев С. Ю. Идеи Э. Маха в современной науке // Философия и культура информационного общества. Тезисы докладов Девятой международной научно-практической конференции. Санкт-Петербург: ГУАП, 2021. — С. 240—242.
- Караваев Э. Ф., Коломийцев С. Ю. Идеи конвенционализма в русской науке и философии // Соловьёвские исследования. — 2022. — № 1. — С. 155—168.